# Conférence de Doha de 2012 sur les changements climatiques

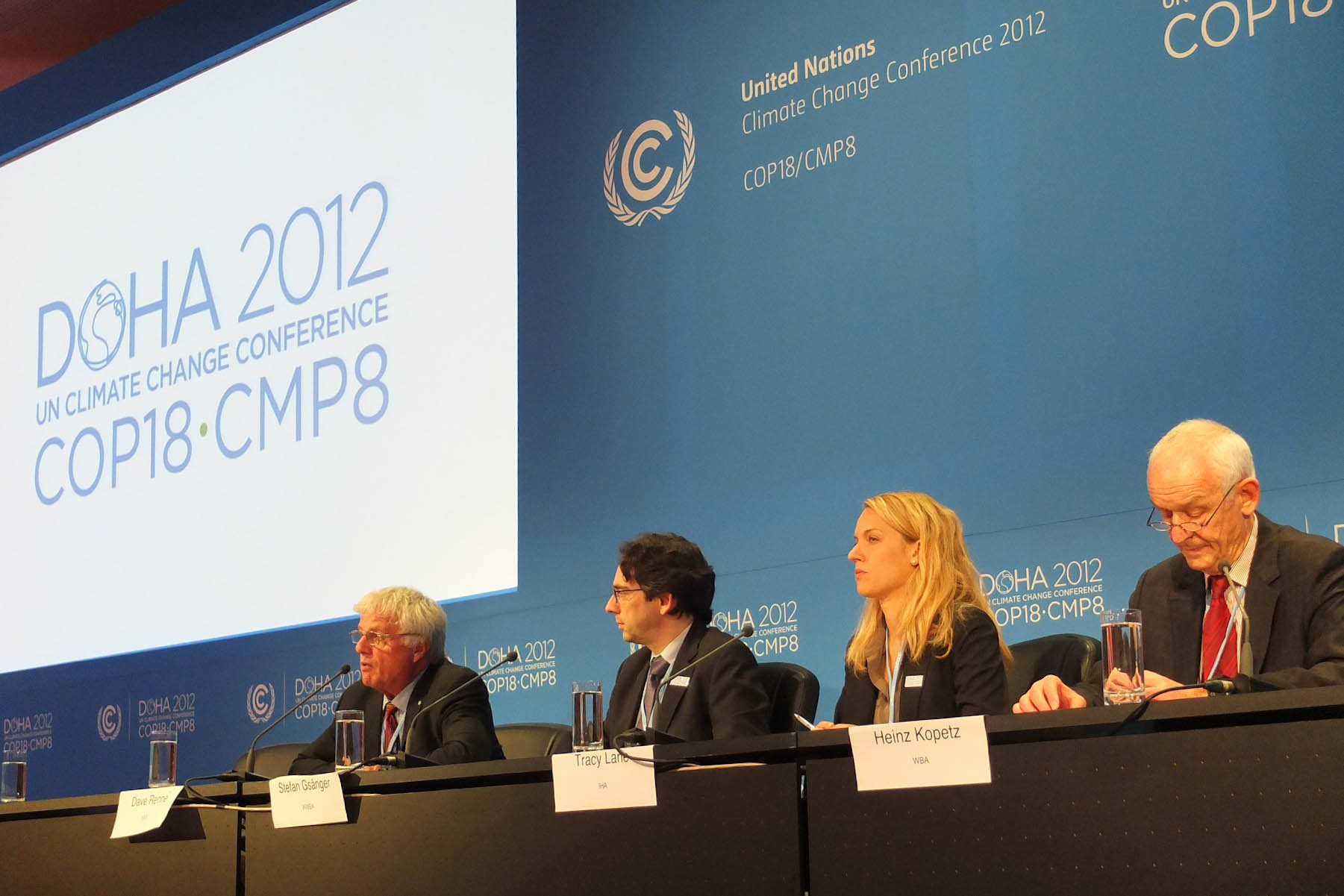
Conférence de Doha sur les changements climatiques, photographié le 3 décembre 2012.

La Conférence de Doha sur les changements climatiques est une conférence ayant eu lieu du 26 novembre au 7 décembre 2012 à Doha, la capitale du Qatar. Elle est à la fois la 18e Conférence des Parties (COP 18) à la Convention-cadre des Nations unies sur les changements climatiques et la 8e Conférence des Parties siégeant en tant que Réunion des Parties au Protocole de Kyoto (CMP 8).
C'est également, et surtout, la première à avoir lieu depuis l’établissement de la « Plateforme de Durban pour une action renforcée ». Cette Plateforme de Durban a, au terme de la Conférence de Durban sur les changements climatiques (COP-17) mis en place le Groupe de travail sur la Plateforme de Durban pour une action renforcée (GTPD) chargé d’élaborer le « régime climatique post-2020 ». Ce nouveau régime pourrait prendre la forme d’un protocole, d’un instrument juridique ou d’un résultat concerté ayant force de loi. Il inclura toutes les parties, devra être achevé au plus tard en 2015 et entrer en vigueur en 2020.

## Enjeu
À quelques jours de la fin de la première période d'engagements du Protocole de Kyoto (arrivant à échéance le 31 janvier 2012), elle s'est vue relever trois défis de taille, à savoir :
- reconduire le Protocole de Kyoto pour une 2e période d’engagement ;
- lancer les négociations de la « Plateforme de Durban » sur des bases solides ; et
- clore les travaux du Groupe de travail sur l’action concertée à long terme (GTACLT)[3].

Son principal enjeu est l’adoption d’un accord permettant d’éviter un vide juridique entre les deux périodes d’engagement, mais ses résultats seront déterminants pour la poursuite des travaux du Groupe de travail sur la Plateforme de Durban pour une action renforcée (GTPD). À ce titre, la reconduction du Protocole de Kyoto créerait un climat de confiance entre pays développés et en développement, tout comme son report à une date ultérieure saperait les négociations du prochain régime climatique et la disposition des économies émergentes à faire des concessions.

## Pourparlers préparatoires
En amont de la Conférence, les délégués se sont réunis à deux reprises pour préparer ses travaux.
Les sessions suivantes des organes de la CCNUCC ont eu lieu à Bonn (Allemagne) du 14 au 25 mai 2012 : 1re session du Groupe de travail sur la Plateforme de Durban pour une action renforcée (GTPD-1) ; 15e session du Groupe de travail spécial sur l’action concertée à long terme au titre de la Convention (GTACLT-15) ; 17e session du Groupe de travail spécial des nouveaux engagements des parties visées à l’annexe I au titre du Protocole de Kyoto (GTPK-17) ; et 36e sessions des organes subsidiaires de la CCNUCC. Des sessions informelles des trois groupes de travail de la CCNUCC (GTPD, GTACLT et GTPK) ont eu lieu à Bangkok (Thaïlande) du 30 août au 5 septembre 2012

## Déroulement de la conférence
La conférence a  rassemblé sous un même nom plusieurs conférences(en) du 26 novembre au 8 décembre 2012.
La présence de plusieurs pays  émergents et de certains groupes a été notée : par exemple, le « (m)ardi 27 novembre 2012, à côté des petits Etats insulaires qui se sont fait entendre, certains représentants des peuples de la forêt amazonienne ont fait le déplacement. Parmi eux, Manari Oushiwa, du peuple Sapara. »

## Bilan
À l'issue de la conférence le 8 décembre, le Protocole de Kyoto est prolongé de justesse jusqu'en 2020 à Doha.
La conférence ouvre donc  premièrement  « l’ Acte » II du protocole de Kyoto
La seconde période d’engagement s’étalera du 1er janvier 2013 au 31 décembre 2020. Elle concerne l’Union européenne, la Croatie et l’Islande, et huit autres pays industrialisés dont l’Australie, la Norvège et la Suisse, soit 15 % des émissions globales de gaz à effet de serre (GES) dans le monde. Chaque pays « réexaminera » ses objectifs chiffrés de réduction de GES « au plus tard en 2014 ».

Deuxièmement, la conférence engage à développer l’aide financière aux pays du Sud pour faire face au changement climatique.
Le texte de Doha ”presse” les pays développés à annoncer de nouvelles aides financières « quand les circonstances financières le permettront » et à soumettre au rendez-vous climat de 2013, à Varsovie, « les informations sur leurs stratégies pour mobiliser des fonds afin d’arriver à 100 milliards de dollars par an d’ici 2020 ».
Ensuite, la conférence se prononce en faveur de la réparation pour les « pertes et dommages » causés aux pays du sud par le réchauffement.
À Varsovie, des « arrangements institutionnels, comme un mécanisme international, seront décidés au sujet de la question des pertes et dommages liés aux impacts du changement climatique dans les pays en développement particulièrement vulnérables ». Ce point a été très disputé entre les pays du Sud, qui s’estiment victimes des actions du Nord ayant déréglé le climat, et les États-Unis, qui craignent qu’un « mécanisme » ne mène un jour à des actions en justice et ne veulent pas débourser plus que ce qui a déjà été prévu dans les divers accords de l’ONU sur le climat.
Enfin, la conférence prévoit, comme c'était le cas lors de la Conférence de Durban de 2011 (COP-17), un « accord global et ambitieux » en 2015
L’accord de Doha réaffirme l’ambition d’adopter « un protocole, un autre instrument juridique ou un accord ayant force juridique » à la conférence de l’ONU prévue en 2015 pour une entrée en vigueur en 2020, et rappelle l’objectif de parvenir à limiter la hausse de la température à + 2 °C. Contrairement au protocole de Kyoto, cet accord ne concernera pas que les nations industrialisées mais tous les pays, y compris les grands émergents et les États-Unis. Un texte devant servir de base pour les négociations doit être disponible « avant mai 2015 » et l’accord de Doha « accueille favorablement » la proposition du secrétaire général de l’ONU Ban Ki-moon de réunir les dirigeants mondiaux en 2014 sur cette question.

## Ratification de l'amendement de Doha
Le 2 octobre 2020, la veille de la date limite, le Nigeria ratifie l'accord à la suite de la Jamaïque, permettant ainsi à l'accord ratifié par les 3/4 des pays d'entrer en vigueur. Le signal envoyé est symbolique, Toutefois, l'accord a déjà porté ses fruits car les 38 parties (y compris l'union européenne) l'ayant signé qui avaient une obligation de réduction de leurs émissions étaient tenus à rester capables de le respecter au cas où celui-ci prendrait effet.  Ainsi ces parties ont selon l'UNFCC réduit leurs émissions de 25% en 2018 tandis que l'engagement collectif était une réduction de 18%.